# Tiernowskaja (Kraj Krasnodarski)
Tiernowskaja (ros. Терновская) – stanica w Rosji, w Kraju Krasnodarskim, w rejonie tichorieckim. W 2010 liczyła 6082 mieszkańców.